# Критична опалесценція

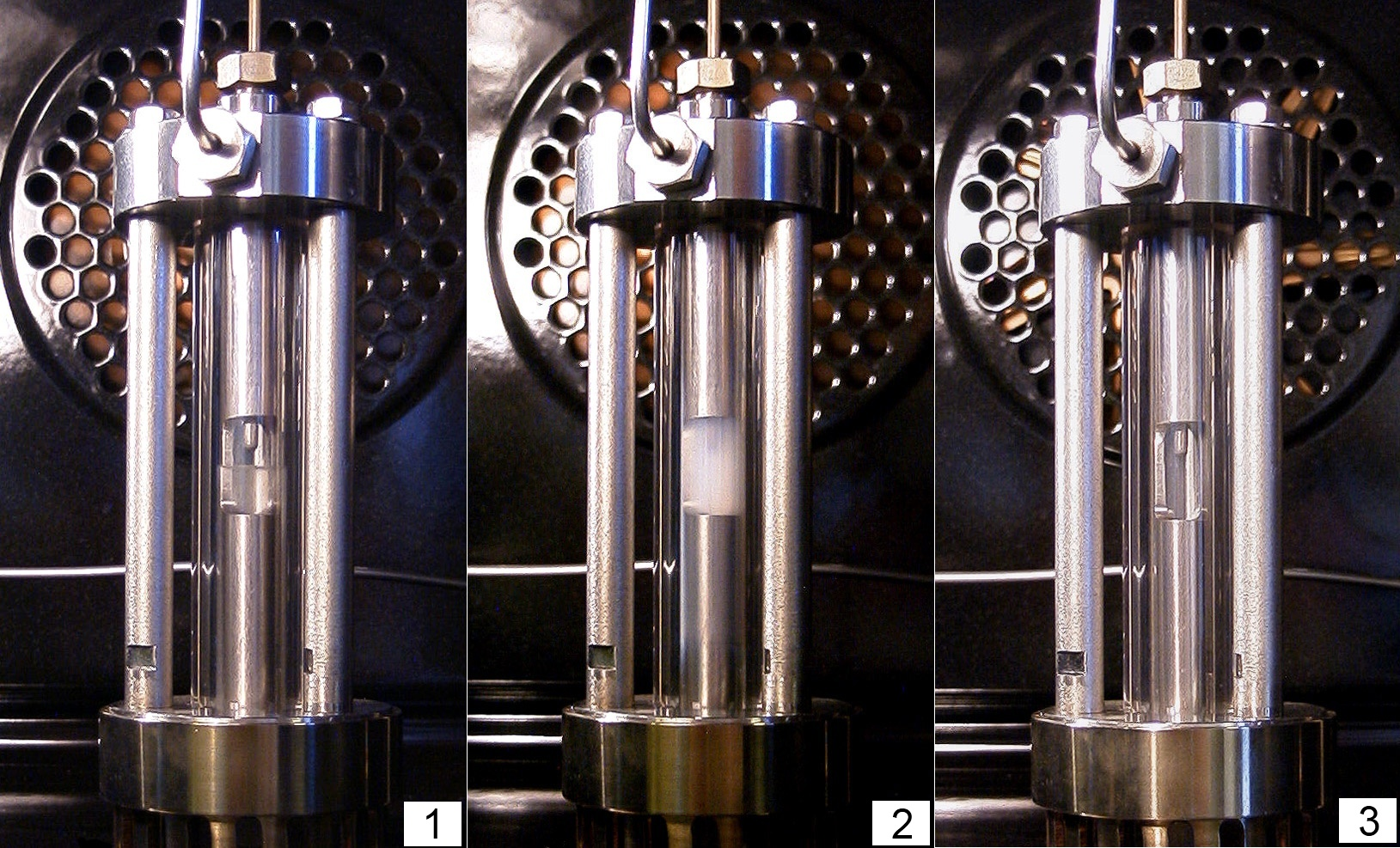
Послідовність фотографій показує, що відбувається з етаном в фіксованому об'ємі при зростанні температури. На середній панелі спостерігається критична опалесценція.

Критичною опалесценцією називають різке зростання розсіяння світла в околі фазового переходу. Поблизу критичної точки властивості рідини та газу стають нерозрізнимими. Як наслідок флуктуації набувають таких масштабів, що розсіюють видиме світло, і надають середовищу туманного та мутного вигляду. Це  є індикатором критичного явища у флюїдах. При відповідних умовах воно спостерігається у багатьох речовинах.

## Історія
Уперше про спостереження цього явища повідомив французький фізик Шарль Каняр де ла Тур у 1823 році в розведеному водою  спирті, а важливість його встановив ірландський хімік Томас Ендрюс 1869 року після дослідів з переходу між рідиною та газом у  вуглекислому газі; відтоді було відкрито численні інші приклади. 1908 року польський фізик Мар'ян Смолуховський першим пояснив явище критичної опалесценції великою густиною флуктуацій. У 1910 Альберт Ейнштейн продемонстрував кількісний характер зв'язку між критичною опалесценцією та релеївським розсіянням.

## Приклади

### Бінарні суміші флюїдів
Зазвичай явище демонструють у бінарних сумішах, таких як суміш метанолу та циклогексану. При наближенні до критичної точки циклогексану розміри газової та рідкої області дедалі сильніше флуктують на значних масштабах (кореляційна довжина рідини розбігається).  Коли розмір флуктуацій густини стає порівняним з довжиною світла середовище сильно розсіює й нормально прозора рідина затуманюється. Опалесценція не зменшується при подальшому наближенні до критичної точки,  де найбільші флуктуації можуть стати навіть сантиметровими.
Оскільки критична точка більшості речовин, окрім деяких кріогенних газів, лежить в області тисків понад 30 бар, демонстрація критичної опалесценції вимагає прозорої посудини, що могла б витримати високий тиск, тоді як критичні явища  в сумішах рідин можна демонструвати при атмосферному тиску й помірних температурах.

### Інші приклади
Флуктуації магнітних доменів у феромагнітних матеріалах поблизу точки Кюрі великі. А оскільки розсіяння нейтронів залежить від магнітного моменту атома, виникає критична опалесценція. Якщо спрямувати пучок нейтронів на феромагнетик, то в околиці точки Кюрі  зразок стане для них непрозорим.